# 영덕 장육사 건칠관음보살좌상
영덕 장육사 건칠관음보살좌상(盈德 莊陸寺 乾漆觀音菩薩坐像)은 대한민국 경상북도 영덕군 창수면 갈천리, 장육사에 있는 조선시대의 보살상이다. 1989년 4월 15일 대한민국의 보물 제993호 '영덕장육사건칠보살좌상'으로 지정되었다가 이후 현재의 명칭으로 변경되었다.

## 개요
경상북도 영덕군 장육사에 있는 높이 86cm의 조선 초기 건칠보살좌상이다. 건칠불이란 진흙으로 속을 만들어 삼베를 감고 그 위에 진흙가루를 발라 묻힌 다음 속을 빼어버린 것이다.
불상 안에서 발견된 원문(願文)과 개금묵서명(改金墨書銘)을 통해 홍무 28년(태조 4년, 1395)에 영해부의 관리들과 마을 사람들의 시주로 만들었고, 영락 5년(태종 7년, 1407)에 다시 금칠하였음이 밝혀졌다.
얼굴은 사각형인데 눈이 치켜 올라갔고 코도 날카로우며 표정이 완고하다. 상체는 앞으로 깊게 숙였지만 비교적 건장한 편인데 사각형이면서도 어깨가 자연스럽고 가슴의 양감도 어느 정도 드러나 있는 편이다. 오른손은 가슴에 들어 엄지와 중지를 맞대고 있고, 왼손은 무릎 아래로 내려 역시 엄지와 검지를 맞대고 있다.
14세기 초의 보살상에 비해 장식성이 더욱 강조되어 가슴의 목걸이 이외에 소매, 배, 다리에까지 구슬장식이 화려하게 조각되어 번잡스럽다는 느낌이 든다. 양 어깨에 걸치고 있는 옷은 가슴을 트이게 하고 가슴에는 속옷과 바지의 매듭을 나타내고 있다.
조선 초기에 만들어진 보살상으로 이후에 만들어진 대구 파계사 목조관음보살상(1447년), 영천 은해사 운부암청동보살좌상(1516년)에 영향을 주었으며, 정확한 연대를 알 수 있어서 고려말 조선초 보살상들의 연대 추정에 기준이 되는 작품이다.

## 같이 보기
- 장육사

## 참고 자료
- 영덕 장육사 건칠관음보살좌상 - 국가유산청 국가유산포털